# Willoughby Kipling
Willoughby Kipling es un personaje de ficción perteneciente al universo de DC Comics y Vertigo Comics, creado por Grant Morrison y Richard Case. Su primera aparición fue en Doom Patrol Nº 31 (abril de 1990) y es un singular practicante de la nigromancia.El personaje aparece en la serie Doom_Patrol (2019-Actual) como un miembro templario que busca detener a El Culto del Libro no escrito

## Historia publicada
Kipling ha aparecido sobre todo en la serie Doom Patrol, donde es un personaje esporádico pero recurrente que ha colaborado puntualmente con el grupo en casos como el del Culto del Libro No Escrito y el del Hacedor de Velas. Originalmente, Morrison pretendía contar con John Constantine, pero la política de DC Comics de no permitir interactuar a los personajes de la línea Vértigo (donde acababan de incluir a Constantine) con los del resto del Universo DC, obligó al autor a crear un nuevo personaje inspirado en el protagonista de la serie Hellblazer. Para hacerlo se basó en el actor Richard E. Grant (tal como aparece en el film británico Withnail & I), al igual que Alan Moore se había inspirado en Sting para el aspecto físico de Constantine. Morrison creó así una versión más exagerada de este, más sarcástico, más alcohólico, más fumador y más manipulador. Un auténtico “son of a bitch”.
Presentado como un tipo más bien cobarde (procura lanzar a otros a la primera línea del combate), practica una forma extraña de magia negra y se auto-proclama experto de lo oculto (Doom Patrol vol: 2, Nº 55, Nº 56 y Nº 58-62). Al igual que Constantine, parece poseer algún tipo de clarividencia por la que se anticipa a determinadas amenazas de tipo sobrenatural. Miembro de los místicos Caballeros Templarios, ha colaborado también con Oracle y con la Liga de la Justicia.